# Cornel Țălnar
Cornel Țălnar (Gyulafehérvár, 1957. június 9. –) román válogatott labdarúgó, edző.

## Pályafutása

### Játékosként
A gyulafehérvári születésű Țălnar a város csapatában kezdte labdarúgó pályafutását. 1977-től nyolc éven át volt a Dinamo București csapatának játékosa. A klubbal háromszor nyert bajnoki címet, 230 bajnokin huszonnégy gólt szerzett a klub mezében. 1986-ban a bukaresti Victoria játékosa lett, pályafutását pedig nevelőklubjában, az Alba Iuliában fejezte be.
A román válogatottban hatszor lépett pályára.  

### Edzőként
Visszavonulása után a nagyszebeni Inter Sibiu edzője lett (1995–1996), majd irányította a Dinamo București (1996–1997, 2007–2008), az Universitatea Cluj-Napoca (1997–1998), az FC Brașov (1998–1999) és a Ceahlăul Piatra Neamț (2000–2001) csapatát is. Miután Walter Zenga 2007 őszén lemondott, Țălnar ideiglenesen vette át a Dinamo Bucureşti vezetését, csakúgy, mint egy évvel később, Gheorghe Mulţescu távozásakor. 2010 júniusáig vezette a csapatot, összességében hosszabb-rövidebb ideig öt alkalommal nevezték ki a csapat élére. Legnagyobb edzői sikere, hogy az FC Brașov csapatával bajnok lett a másodosztályban. Külföldön dolgozott az ománi másodosztályban.

## Családja
Unokaöccse, Gheorghe Grozav szintén válogatott labdarúgó.

## Sikerei, díjai

### Játékosként
Dinamo București
- Román bajnok: 1981-82, 1982–83, 1983–84
- Román Kupa-győztes: 1981–82, 1983–84

### Edzőként
FC Brașov
- Román másodosztály, bajnok: 1998–99

## További információ
- Cornel Țălnar a National-football-teams.com oldalon